# Ischnocolus fasciculatus
Ischnocolus fasciculatus là một loài nhện trong họ Theraphosidae.
Loài này thuộc chi Ischnocolus. Ischnocolus fasciculatus được Embrik Strand miêu tả năm 1906.